# Tłoki (przystanek kolejowy)
Tłoki – przystanek kolejowy we wsi Tłoki, w woj. wielkopolskim, w Polsce.

## Ruch pasażerski
| Rok  | Wymiana pasażerska na dobę |
| ---- | -------------------------- |
| 2017 | 10-19                      |
| 2022 | 0-9                        |